# Lisbeth Kristensen
Lisbeth Kristensen (* 17. Februar 1972) ist eine ehemalige dänische Triathletin. Sie ist ITU-Weltmeisterin (2001) und Vize-Weltmeisterin (2004) auf der Langdistanz, zweifache Europameisterin auf der Langdistanz (2004, 2006) und zweifache Ironman-Siegerin (2006).

## Werdegang
Lisbeth Kristensen startete von 1995 bis 2010 im dänischen Nationalteam.
Im Jahr 2000 ging sie erstmals auf der Ironman-Distanz (3,86 km Schwimmen, 180,2 km Radfahren und 42,195 km Laufen) an den Start. Lisbeth Kristensen war Profi-Sportlerin im Team TBB und sie wurde trainiert von Brett Sutton.

### Weltmeisterin Triathlon-Langdistanz 2001
Im August 2001 holte sie sich in Dänemark den Weltmeister-Titel über die Langdistanz. 2004 und erneut 2006 wurde sie Triathlon-Europameisterin auf der Langdistanz.
Sie startete drei Mal beim Ironman Hawaii (Ironman World Championships) und erreichte ihre beste Platzierung 2004 mit dem siebten Rang. Seit 2012 ist sie als Coach tätig.
Sie lebt mit dem ehemaligen britischen Triathleten Andrew Johns (* 1973) und ihren beiden Kindern  in Leysin, in der Schweiz.

## Sportliche Erfolge
| Datum/Jahr    | Rang | Wettbewerb                                           | Austragungsort | Zeit     | Bemerkung                                                                                                 |
| ------------- | ---- | ---------------------------------------------------- | -------------- | -------- | --- |
| 8. Juli 2012  | 5    | Ironman 70.3 Norway                                  | Haugesund      | 04:36:43 | |
| 10. Juni 2012 | 16   | ETU Middle Distance Triathlon European Championships | Kraichgau      | 04:50:49 | Europameisterschaft über die Mitteldistanz im Rahmen der Challenge Kraichgau                              |
| 14. Juni 2009 | 2    | Challenge Kraichgau                                  | Kraichgau      | 04:32:58 | Zweite über die Mitteldistanz (1,9 km Schwimmen, 90 km Radfahren und 21,1 km Laufen), hinter Rebekah Keat |
| 3. Aug. 2008  |      | Antwerp Ironman 70.3                                 | Antwerpen      | 04:28:46 | |
| 31. März 2007 | 7    | Ironman 70.3 California                              | Oceanside      | 04:42:00 | |
| 3. Apr. 2004  | 7    | Ralph′s California Half-Ironman                      | Oceanside      | 04:46:07 | |
| 31. Aug. 2003 | 1    | Half Ironman UK                                      | Llanberis      | 04:20:50 | [ 3 ] |

| Datum/Jahr    | Rang | Wettbewerb                                         | Austragungsort   | Zeit     | Bemerkung |
| ------------- | ---- | -------------------------------------------------- | ---------------- | -------- | --- |
| 30. Sep. 2012 | 5    | Challenge Barcelona-Maresme                        | Barcelona        | 09:14:14 | |
| 12. Aug. 2012 | 2    | Challenge Copenhagen                               | Kopenhagen       | 09:15:24 | [ 4 ] |
| 25. Juli 2012 | 6    | Triathlon EDF Alpe d’Huez                          | L’Alpe d’Huez    | 07:03:40 | |
| 29. Aug. 2010 | 5    | Ironman Louisville                                 | Louisville       | 10:12:06 | [ 5 ] |
| 26. Juni 2010 | 6    | ETU Long Distance Triathlon European Championships | Vitoria-Gasteiz  | 06:54:00 | Europameisterschaft auf der Langdistanz (4 km Schwimmen, 120 km Radfahren und 30 km Laufen)                           |
| 28. Juli 2010 | 5    | Triathlon EDF Alpe d’Huez                          | L’Alpe d’Huez    | 06:59:08 | |
| 13. März 2010 |      | Abu Dhabi International Triathlon                  | Abu Dhabi        | 07:44:21 | |
| 16. Jan. 2010 | 3    | Challenge Wanaka                                   | Wanaka           | 10:03:09 | |
| 10. Okt. 2009 | 42   | Ironman Hawaii                                     | Hawaii           | 10:20:16 | |
| 30. Aug. 2009 | 2    | Ironman Louisville                                 | Louisville       | 09:23:57 | Zweiter Rang hinter der Siegerin Nina Kraft                                                                           |
| 8. Aug. 2009  | 4    | ETU Long Distance Triathlon European Championships | Prag             | 06:24:28 | auf der Langdistanz über 4 km Schwimmen, 120 km Radfahren und 30 km Laufen                                            |
| 12. Juli 2009 | 3    | Ironman Switzerland                                | Zürich           | 09:15:38 | hinter der Zweitplatzierten Monika Lehmann                                                                            |
| 5. März 2009  | 4    | Ironman New Zealand                                | Taupō            | 09:32:50 | |
| 31. Aug. 2008 | 3    | Ironman Louisville                                 | Louisville       | 09:58:33 | |
| 3. Dez. 2006  | 1    | Ironman Western Australia                          | Busselton        | 09:10:01 | |
| 21. Okt. 2006 | 11   | Ironman Hawaii                                     | Hawaii           | 09:39:57 | |
| 26. Aug. 2006 | 1    | ETU Long Distance Triathlon European Championships | Almere           | 06:19:00 | Triathlon-Europameisterin auf der Langdistanz beim UPC Holland Triathlon vor der Italienerin Martina Dogana           |
| 23. Juli 2006 | 3    | Ironman Germany                                    | Frankfurt        | 09:24:31 | |
| 28. Mai 2006  | 1    | Ironman Brasil                                     | Florianópolis    | 09:20:46 | |
| 9. Apr. 2005  | 5    | Ironman Arizona                                    | Hawaii           | 10:05:19 | |
| 16. Okt. 2004 | 7    | Ironman Hawaii                                     | Hawaii           | 10:08:55 | |
| 17. Juli 2004 | 1    | ETU Long Distance Triathlon European Championships | Immenstadt       | 07:41:45 | Triathlon-Europameisterin auf der Langdistanz                                                                         |
| 3. Juli 2004  | 2    | ITU Long Distance Triathlon World Championships    | Säter            | 06:42:11 | hinter Tamara Kozulina, die sie 400 m vor dem Ziel überholte                                                          |
| 1. März 2003  | 5    | Ironman New Zealand                                | Taupō            | 09:43:37 | |
| 3. Aug. 2003  | 2    | ETU Long Distance Triathlon European Championships | Fredericia       | 06:41:33 | Zweite bei der ETU-Langdistanz-Europameisterschaft                                                                    |
| 25. Mai 2002  | 3    | Ironman Lanzarote                                  | Playa del Carmen | 10:20:00 | |
| 5. Aug. 2001  | 1    | ITU Long Distance Triathlon World Championships    | Fredericia       | 09:27:17 | Neben Peter Sandvang bei den Männern sicherte sich Kristensen in Dänemark den Weltmeister-Titel über die Langdistanz. |
| 21. Mai 2001  | 3    | Ironman Lanzarote                                  | Playa del Carmen | 10:54:30 | |

(DNF – Did Not Finish)